# Banffshire
Banffshire är ett historiskt grevskap i Storbritannien.   Det ligger i kommunen Moray och riksdelen Skottland, i den norra delen av landet, 700 km norr om huvudstaden London. Arean är 1 668 kvadratkilometer.